# Anastazja Pustelnik
Anastazja Pustelnik FDC, właśc. Krystyna Pustelnik (ur. 13 października 1950 w Dylągowej) – polska zakonnica ze Zgromadzenia Córek Bożej Miłości, autorka książek kulinarnych znana jako siostra Anastazja.

## Życiorys
Gotować zaczęła w wieku 17 lat, po śmierci matki. Przez dwa lata pracowała w hucie szkła w Czechosłowacji, a w 1973 wstąpiła do zakonu. Tam gotowała dla niepełnosprawnych dzieci, następnie dla wspólnoty krakowskich jezuitów. Napisała 17 książek z przepisami kulinarnymi, z których pierwszą były 103 ciasta Siostry Anastazji. Książki sprzedały się w łącznym nakładzie 4 milionów egzemplarzy. Jej książki sprzedawane są m.in. w placówkach pocztowych. W 2016 zapowiedziała przejście na emeryturę. Według Newsweeka, popularność m.in. książek Pustelnik świadczy o postępującej emancypacji polskich zakonów żeńskich rozpoczętej w latach 90. XX wieku.
W 2019 nakładem Wydawnictwa WAM ukazała się biografia Pustelnik autorstwa Sławomira Rusina, zatytułowana Siostra Anastazja: Życie pełne smaku.